# Helga Seidler
Helga Seidler (z domu Fischer, ur. 5 sierpnia 1949 w Olbernhau) – niemiecka lekkoatletka specjalizująca się w biegach sprinterskich, uczestniczka letnich igrzysk olimpijskich w Monachium (1972), złota medalistka olimpijska w biegu sztafetowym 4 × 400 metrów. W czasie swojej kariery reprezentowała Niemiecką Republikę Demokratyczną.

## Sukcesy sportowe
- trzykrotna medalistka mistrzostw Niemiec w biegu na 400 metrów – złota (1971) oraz dwukrotnie srebrna (1970, 1972)[1]
- dwukrotna medalistka mistrzostw NRD w sztafecie 4 × 400 metrów – srebrna (1971) oraz brązowa (1972)[2]
- srebrna medalistka halowych mistrzostw NRD w biegu na 400 metrów – 1970[3]

| Rok  | Miasto    | Zawody               | Konkurencja                      | Wynik                  |
| ---- | --------- | -------------------- | -------------------------------- | ---------------------- |
| 1971 | Helsinki  | Mistrzostwa Europy   | bieg na 400 m sztafeta 4 × 400 m | złoty medal            |
| 1972 | Monachium | Igrzyska olimpijskie | sztafeta 4 × 400 m bieg na 400 m | złoty medal 4. miejsce |

## Rekordy życiowe
- bieg na 200 metrów – 23,2 – Berlin 13/08/1972
- bieg na 400 metrów – 51,5 – Poczdam 18/08//1972
- sztafeta 4 × 400 metrów – 3:23,0 – Monachium 10/09/1972 (wspólnie z Dagmar Käsling, Ritą Kühne i Moniką Zehrt; rekord świata do 31/07/1976)[4]